# Richard Bancroft
Richard Bancroft (Farnworth, Lancashire, 1544 – Lambeth, 2 de novembro de 1610) foi um clérigo inglês, Arcebispo da Cantuária de 1604 a 1610 e o "superintendente chefe" da produção da Bíblia do Rei Jaime.

## Biografia
Bancroft nasceu em Farnworth, então uma vila no sul de Lancashire (atualmente parte de Widnes, Cheshire) em 1544. Sua educação inicial foi na escola primária de Farnworth, fundada pelo bispo William Smyth, que também nascera na aldeia. Mais tarde, foi educado em Cambridge, primeiro no Christ’s College e depois no Jesus College. Obteve seu grau de Bachelor of Arts em 1567 e o de Master of Arts em 1570. Ordenado nessa época, foi nomeado capelão de Richard Cox, então Bispo de Ely, e em 1575 foi designado para a paróquia de Teversham em Cambridgeshire. No ano seguinte, foi um dos pregadores da universidade.
Ele se formou em Bachelor of Divinity em 1580 e Doctor of Divinity cinco anos depois. Em 1584 foi nomeado reitor da igreja de St Andrew Holborn na Cidade de Londres. Em 1585 foi nomeado tesoureiro da Catedral de São Paulo, em Londres, e em 1586 foi nomeado membro da comissão eclesiástica. Em 9 de fevereiro de 1589, Bancroft proferiu um sermão na Cruz de Paulo, cujo conteúdo era um ataque exarcebado contra os puritanos. Ele descreveu seus discursos e procedimentos, caricaturou suas motivações, denunciou o exercício do direito ao julgamento privado e estabeleceu o direito divino dos bispos em uma linguagem tão forte que um dos conselheiros da rainha considerou que isso representava uma ameaça contra a supremacia da Coroa.
No ano seguinte, Bancroft tornou-se um prebendatário da Catedral de São Paulo; era cônego de Westminster desde 1587. Foi capelão sucessivamente do Lorde chanceler Christopher Hatton e do arcebispo John Whitgift. Em junho de 1597, ele foi consagrado Bispo de Londres; e a partir desse momento, em consequência da idade avançada do arcebispo Whitgift e da sua incapacidade para gerir os negócios, Bancroft estava virtualmente investido com o poder do Primaz e detinha exclusivamente a administração dos assuntos eclesiásticos. Entre os casos mais notáveis que caíram sob sua direção estavam os processos contra "Martin Marprelate", Thomas Cartwright e seus amigos, e John Penry, cujos "escritos sediciosos" ele fez com que fossem interceptados e entregues ao Lord Keeper.
Em 1600 ele foi enviado em uma comitiva, com outros, para Emden, com o propósito de solucionar certos assuntos em disputa entre ingleses e dinamarqueses. Esta missão, no entanto, não teve êxito. Bancroft estava presente na morte da rainha Isabel I.
Ele teve uma participação proeminente e truculenta na famosa conferência de prelados e teólogos presbiterianos realizada em Hampton Court em 1604. Por desejo do rei Jaime I ele empreendeu a reivindicação das práticas de confirmação, absolvição, batismo privado e excomunhão; ele insistiu, mas em vão, no reforço de um antigo cânon, "que os cismáticos não devem ser ouvidos contra bispos"; e em oposição à exigência dos puritanos por certas alterações na doutrina e na disciplina, ele suplicou ao rei que esse assunto pudesse ser analisado por um clero em oração; e que, até que homens de conhecimento e suficiência pudessem ser encontrados, homilias piedosas poderiam ser lidas e seu número aumentado.

### Arcebispo da Cantuária
Em março de 1604, Bancroft, após a morte de Whitgift, foi nomeado pelo presidente real de convocação, então reunido; e lá ele apresentou um livro de cânones coletados por ele mesmo. Foi adotado e recebeu a aprovação real, mas fortemente rejeitado e deixado de lado pelo Parlamento dois meses depois. Em novembro seguinte foi eleito sucessor de Whitgift na sé da Cantuária. Ele continuou mostrando o mesmo zelo e severidade de antes, e com tanto sucesso que Lorde Clarendon, escrevendo em seu louvor, expressou a opinião de que "se Bancroft estivesse vivo, ele rapidamente teria extinguido todo aquele fogo na Inglaterra que havia sido aceso em Genebra".
Ele foi tão tolerante com as ofensas dos ortodoxos quanto foi rígido em suprimir a heresia e o cisma. Em 1605, foi nomeado membro do conselho privado. No mesmo ano se envolveu em uma disputa com os juízes, e apresentou artigos de queixa contra eles perante os senhores do conselho; mas essas queixas foram anuladas. Seu objetivo era, na verdade, tornar os tribunais eclesiásticos independentes dos jurídicos, ao ampliar de maneira hábil a autoridade real sobre eles. Ele impunha disciplina e exata conformidade dentro da Igreja com mão de ferro.
Em 1608 foi escolhido chanceler da Universidade de Oxford. Um de seus últimos atos públicos foi uma proposta apresentada ao Parlamento para melhorar as receitas da Igreja e um projeto para uma faculdade de teologia em Chelsea. Nos últimos meses de sua vida, participou da discussão sobre a consagração de certos bispos escoceses, e foi em cumprimento de seu conselho que eles foram consagrados por vários bispos da Igreja Anglicana. Por este ato foram lançados os fundamentos da Igreja Episcopal Escocesa. Bancroft foi o "superintendente chefe" da versão autorizada da Bíblia. Ele morreu no Palácio de Lambeth em 2 de novembro de 1610.

## Descoberta de seu caixão
Em 2016, durante a reforma do Museu do Jardim, que fica na igreja medieval de St. Mary-on-Lambeth, 30 caixões de chumbo foram encontrados; um com a mitra vermelha e dourada de um arcebispo em cima dele. Em um desses caixões, uma placa de metal serviu para identificá-lo como sendo o de Bancroft.